# 中国人民解放军陆军合成第一五〇旅
合成第一五〇旅（英語：150th Combined Arms Brigade），又称“两不怕旅”，是中国人民解放军陆军第七十七集团军下辖的一个山地合成旅，驻地西藏自治区山南市。

## 历史概述
该旅最早编制可追溯至1945年9月以晋冀鲁豫军区第8、第11军分区各一部编成的晋冀鲁豫军区第七纵队第二十旅，后编为第十八军第五十二师，1952年师部被裁但下属部队的三个团均得到保留，由西藏军区直属。
1962年，以陆军第一五四、一五五、一五七团为班底，并从内地抽调大量战斗骨干，组建了藏字419部队，参与中印战争。在克节朗战役中，藏字419部队消滅了印度陆军第7旅，击毙印军832人、俘印军1065人，缴获了大量武器装备。藏字419部队伤亡388人。1962年11月中旬的西山口-邦迪拉战役中，藏字419部队在中国不丹国界的右路負責迂回穿插作战，击毙了印度陆军第62旅旅长豪尔·辛格准将。1965年藏字419部队恢复第十八军第五十二师番号。
1965年起，驻扎在西藏的步兵第一五五团负责川藏公路的施工工作，其步兵二连在施工时喊出了“一不怕苦，二不怕死”的口号，成为当时传遍解放军乃至全国各地著名的战斗口号。五十二师也因此被誉为“两不怕”部队。
1969年与当时的第一四九师互换番号与驻地，从西藏调往四川。
1979年中越战争，149师配属西线，从云南方向出境作战。老街战役时，陆军第149师前卫营（446团2营）一头撞进了越南人民军第316A师的预设阵地，结果遭越军三面火力夹击，伤亡惨重。但2营的士气仍然高涨，最终在后续部队的配合下，全面突破了越军沙巴防线。
1990年，抽调本师部分骨干协助成立西藏军区摩托化步兵第五十四团。
2017年，摩步一四九师拆分出装甲团成立中型合成第一四九旅，同时拆出第四四六团与前机步第六十一师第一八一团成立中型合成第一八一旅，余部改为山地合成第一五〇旅。是军改中唯一一个拆分后不使用原部队番号数字的特例。军改后从四川移防西藏。

## 沿革
參考資料：
| 部隊番號                 | 使用時期                |
| 首次編成                 | 首次編成                |
| ------------------------ | ----------------------- |
| 晋冀鲁豫军区第二十旅     | 1945年9月-1946年1月     |
| 晋冀鲁豫野战军第二十一旅 | 1946年1月-1947年3月     |
| 中原野战军第二十一旅     | 1947年3月-1949年2月     |
| 中国人民解放军第五十二师 | 1949年2月-1952年7月     |
| 第二次編成               |                         |
| 藏字419部队              | 1962年6月11日-1965年5月 |
| 陆军第五十二师           | 1965年5月-1969年8月     |
| 陆军第一四九师           | 1969年8月-1985年4月     |
| 摩托化步兵第一四九师     | 1985年4月-2017年2月     |
| 合成第一五〇旅           | 2017年2月至今           |